# Rhaetulus crenatus
Rhaetulus crenatus là một loài bọ cánh cứng trong họ Lucanidae.